# 圣帕尔杜 (上维埃纳省)
圣帕尔杜（法語：Saint-Pardoux，法語發音：[sɛ̃ paʁdu]）是法国新阿基坦大区上维埃纳省的一个旧市镇，属于贝拉克区。2019年，圣帕尔杜与市镇鲁萨克和库兹河畔圣桑福里安合并为新市镇圣帕尔杜勒拉克。

## 地理
圣帕尔杜（46°3'29"N, 1°16'53"E）面积23.23 平方千米，位于法国新阿基坦大区上维埃纳省，该省份为法国中西部省份，北起顺时针与安德尔省、克勒兹省、科雷兹省、多爾多涅省、夏朗德省和维埃纳省接壤。
与圣帕尔杜接壤的市镇（或旧市镇、城区）包括：加尔唐普河畔贝西讷、沙托蓬萨克、孔普雷尼亚克、拉泽、库兹河畔圣桑福里安。
圣帕尔杜的时区为UTC+01:00、UTC+02:00（夏令时）。

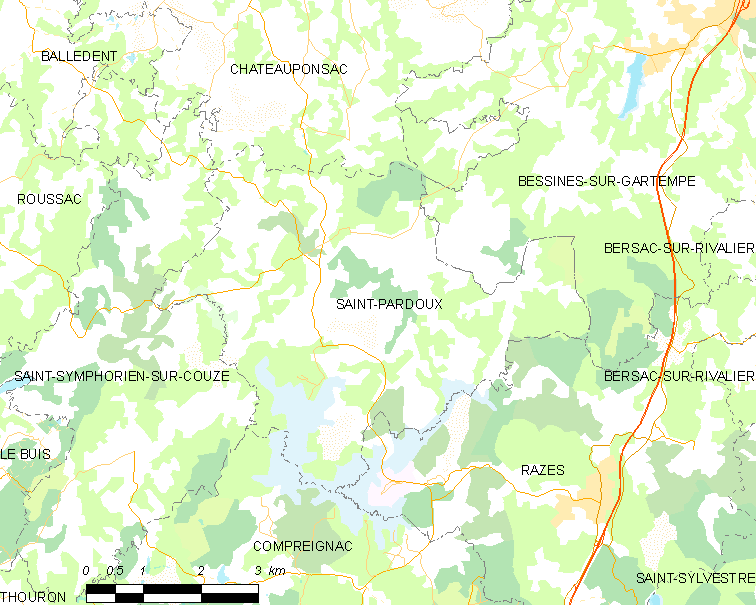
圣帕尔杜的OSM定位图

## 行政
圣帕尔杜的邮政编码为87250，INSEE市镇编码为87173。

## 政治
圣帕尔杜所属的省级选区为昂巴扎克县。

## 人口

1962-2008年间圣帕尔杜人口变化图示

圣帕尔杜于2018年1月1日时的人口数量为623人。